# Lower Grand Lagoon
Lower Grand Lagoon is een plaats (census-designated place) in de Amerikaanse staat Florida, en valt bestuurlijk gezien onder Bay County.

## Demografie
Bij de volkstelling in 2000 werd het aantal inwoners vastgesteld op 4082.

## Geografie
Volgens het United States Census Bureau beslaat de plaats een oppervlakte van
6,9 km², waarvan 5,6 km² land en 1,3 km² water.

## Plaatsen in de nabije omgeving
De onderstaande figuur toont nabijgelegen plaatsen in een straal van 16 km rond Lower Grand Lagoon.